# Regulón
En genética molecular, un regulón es un grupo de genes que se regulan como una unidad, generalmente controlados por el mismo gen regulador que expresa una proteína, la cual como represor o activador. Esta terminología se usa de forma general en referencia a los procariotas, cuyos genomas a menudo se organizan en operones. Los genes contenidos dentro de un regulón generalmente se organizan en más de un operón en ubicaciones dispares en el cromosoma. Aplicado a eucariotas, el término se refiere a cualquier grupo de genes no contiguos controlados por el mismo gen regulador.
Un modulón es un conjunto de regulones u operones que se regulan colectivamente en respuesta a cambios en las condiciones generales o estreses, pero que pueden estar bajo el control de moléculas reguladoras diferentes o superpuestas. El término estimulón se utiliza en ocasiones para referirse al conjunto de genes cuya expresión responde a estímulos ambientales específicos.

## Ejemplos
Los regulones comúnmente estudiados en las bacterias son aquellos involucrados en la respuesta al estrés, como el choque térmico. La respuesta al choque térmico en E. coli está regulada por el factor sigma σ32 (RpoH), cuyo regulón se ha caracterizado por contener al menos 89 marcos de lectura abiertos.
Los regulones que involucran factores de virulencia en bacterias patógenas son de particular interés para la investigación. Un ejemplo muy estudiado es el regulón de fosfato en E. coli, que combina la homeostasis del fosfato con la patogenicidad a través de un sistema de dos componentes.Los regulones a veces pueden ser islas de patogenicidad.
El regulón Ada en E. coli es un ejemplo bien caracterizado de un grupo de genes implicados en la respuesta adaptativa de la reparación del ADN.
La percepción de quórum en bacterias es un ejemplo comúnmente citado de modulón o estimulón,aunque algunas fuentes describen este tipo de autoinducción intercelular como una forma separada de regulación.

## Evolución
Los cambios en la regulación de las redes genéticas son un mecanismo común para la evolución procariótica. Un ejemplo de los efectos de diferentes entornos reguladores para proteínas homólogas es la proteína de unión al ADN OmpR, que participa en la respuesta al estrés osmótico en E. coli. No obstante, está involucrada en la respuesta a entornos ácidos en su pariente cercano Salmonella Typhimurium.